# 제주보호관찰소
제주보호관찰소(濟州保護觀察所)는 법원으로부터 보호관찰을 조건으로 가석방된 사람들에 대하여 보호관찰을 실시하고, 사회봉사 및 수강명령 등을 통해 범죄예방 및 건전한 사회복귀를 지원하여 국민의 안전한 생활을 보호하기 위하여 설립된 대한민국 법무부 범죄예방정책국 소속기관으로 제주보호관찰소장(4급)은 서기관으로 보한다. 제주특별자치도 제주시 청사로 59 정부제주지방합동청사에 위치하고 있다.

## 연혁
- 1988년 12월 31일 보호관찰법 공포 (법률 제4095호): 소년보호관찰제도 도입
- 1989년 7월 1일 개청

## 관할 구역
- 제주시
- 서귀포시

## 조직
- 관찰과
- 집행과